# ولادیچین خان
ولادیچین خان (به صربی: Vladičin Han) یک شهرستان در صربستان است که در صربستان جنوبی و شرقی واقع شده‌است. ولادیچین خان ۳۸۶ متر بالاتر از سطح دریا واقع شده‌است.